# Matías Taccetta
Matías Federico Taccetta (La Plata, 17 de septiembre de 1977) es un contador y político argentino. Como militante de Propuesta Republicana (PRO), fue miembro de la Cámara de Diputados de la Nación por la provincia del Chubut entre 2021 y 2023. El 10 de diciembre de 2023, finalizó su período como diputado y asumió como intendente de Esquel, cargo para el que fue elegido meses antes ese mismo año.

## Biografía
Taccetta nació en la ciudad de La Plata, en la provincia de Buenos Aires. Se mudó a Esquel alrededor del año 2000, y pocos años después comenzó su trabajo en la administración pública. Ingresó al municipio de Esquel con un cargo de poca jerarquía: empezó como director, continuó como subsecretario, luego fue secretario, secretario coordinador, y finalmente alcanzó la intendencia, luego de un breve paréntesis en su trabajo municipal para asumir el cargo de diputado nacional por la provincia de Chubut.
Taccetta es de profesión contador, por lo que sus cargos locales estuvieron permanentemente relacionados al área económica, pues incluso fue secretario de hacienda de la ciudad de Esquel en la gestión de su predecesor, el intendente Sergio Ongarato.  Su partido político es el PRO, y frecuentemente menciona considerarse «militante del equilibrio fiscal».